# 金井亜佐子
金井 亜佐子（かない あさこ、1976年1月15日 - ）は、セント・フォース所属のフリーアナウンサー。

## 人物
東京都出身。慶應義塾大学経済学部卒業。日産ギャラリー内でのコンパニオン（ミス・フェアレディ）を経て、現職。

## テレビでの出演番組
- JNNニュースバード（現・TBSニュースバード）キャスター（2000年5月 - 2003年3月）
- BSフジの時報前番組「BSフジNEWS」週末担当キャスター（2006年4月 - 2007年3月）
- ダイワ・証券情報TVキャスター（2007年4月 - 2011年3月（閉局による））